# Love Steaks

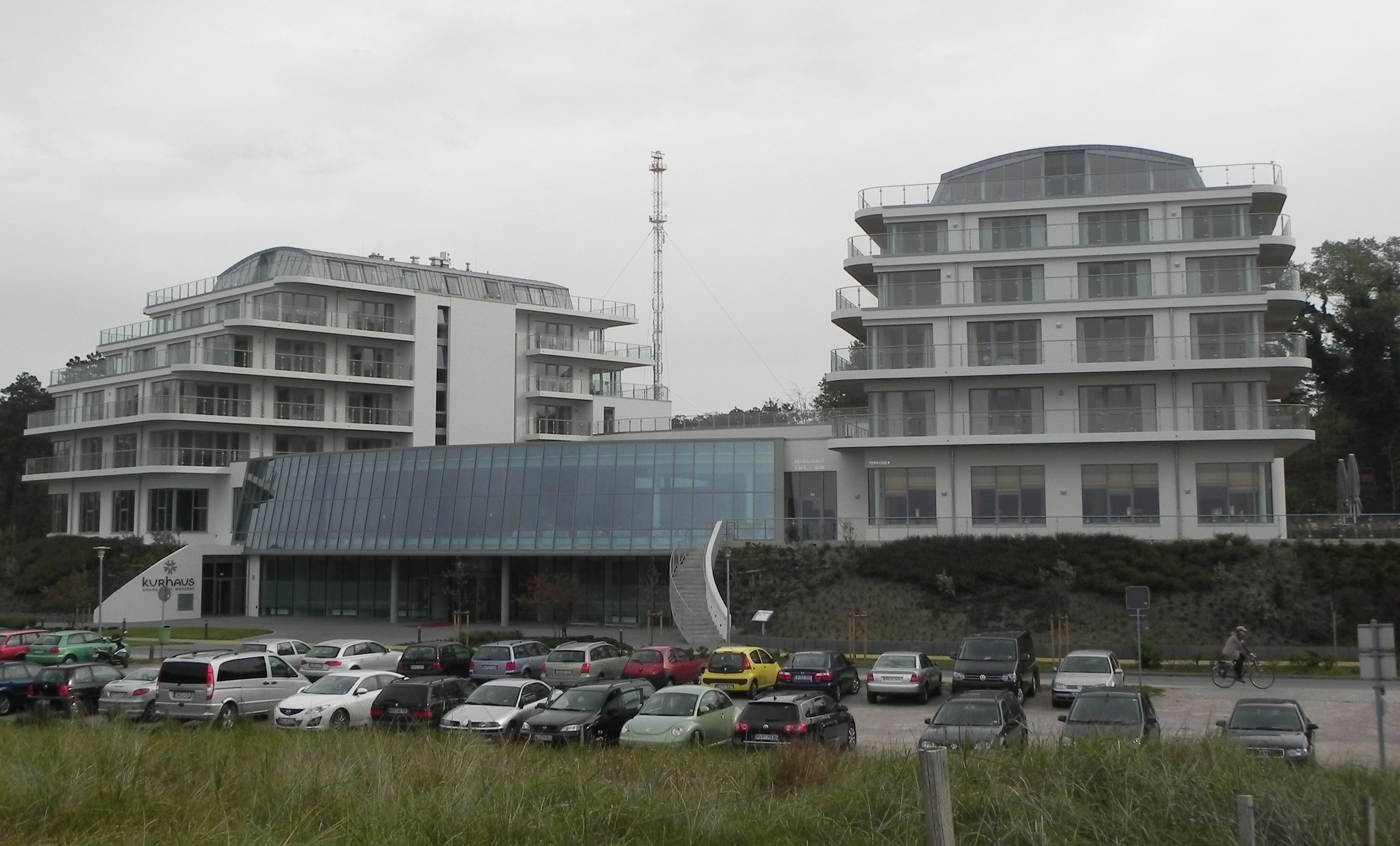
Drehort: Das Kurhaus Ahrenshoop

Love Steaks ist ein deutscher Spielfilm aus dem Jahr 2013. Die im Stil der Mumblecore-Streifen gedrehte Liebeskomödie wurde mehrfach preisgekrönt.

## Handlung
Clemens beginnt seine Probezeit als Masseur in einem Wellness-Hotel an der Ostsee. Schüchtern und oft unbeholfen versucht er sich in der Luxuswelt zurechtzufinden. Koch-Azubi Lara hingegen meistert frech und selbstbewusst ihre Arbeit in der Küche. Beide kommen sich langsam näher. Dabei muss sie, die sich gern nimmt, was sie möchte, schon allerlei Tricks anwenden, um ihn dann letztlich doch ins Bett zu bekommen. Ihm gelingt es, seine anfängliche Unsicherheit allmählich abzulegen und nicht zuletzt durch die Beziehung zu Lara mehr Selbstbewusstsein zu entwickeln. Als er beginnt, seine eigenen Wünsche deutlicher zu artikulieren, kommt es zu einem ersten Konflikt. Lara, die immer die Kontrolle behalten möchte, verliert sich wieder im Alkohol. Clemens möchte Lara jedoch von ihrem erhöhten Alkoholkonsum weg bekommen und erwähnt herumstehende Flaschen in der Küche bei der Küchenleitung. Lara, die eine Abmahnung erhält, lügt Clemens an, sie sei nun aufgrund seines „Verrats“ gefeuert worden. Clemens stellt darauf bei einer Leitungssitzung die vermeintlich Verantwortlichen zur Rede. Dabei kündigt er seinen Job. Lara erfährt davon und läuft ihm hinterher. Draußen am Meer ohrfeigen und raufen die beiden erst heftig miteinander, bis sie sich schließlich küssen.

## Produktion

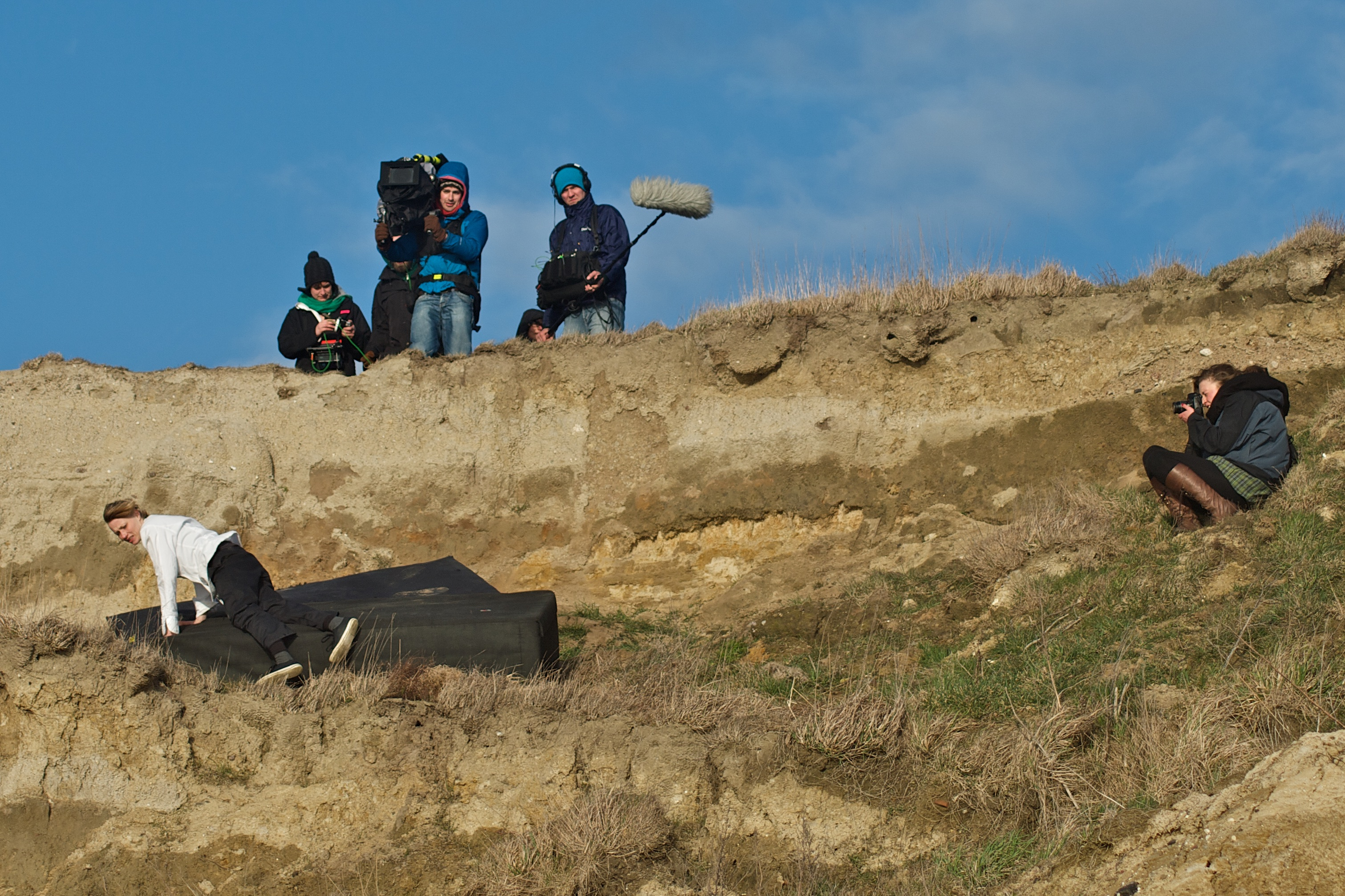
Dreharbeiten zum Film an der Steilküste südlich von Ahrenshoop. Links, in weißer Jacke die Hauptdarstellerin Lana Cooper.

Der Film wurde ohne Nachsynchronisation und mit improvisierten Dialogen im Hotel Kurhaus Ahrenshoop an der Ostsee gedreht. Außer den beiden Hauptdarstellern und Ev-Katrin Weiß sind alle Mitwirkenden Mitarbeiter des Hotels. Ähnlich wie bei dem Konzept Dogma 95 wurde unter dem Begriff „FOGMA“ ein Regelwerk zur Realisierung des Filmes erstellt: So sei ein Zusammenhalt der Filmschaffenden gefordert und antihierarchisch dürfen sich alle Beteiligten mit Ideen einbringen. Der Film wurde ohne Fördergelder beim Studium des Regisseurs an der HFF Potsdam zusammen mit der Münchner Filmproduktion Mamoko Entertainment realisiert.

## Kritik
„‚Love Steaks‘ ist eine Ausnahmeerscheinung in der deutschen Filmlandschaft, ein aufregender und witziger Film, einer, der ebenso kunstvoll wie realitätsgesättigt ist – und der auch noch ganz ohne Fördergelder entstanden ist.“

„Dabei ist LOVE STEAKS ein mutiger Beitrag zur Frage nach der Form des modernen Films und eine starke Geschichte gleichermaßen.“

## Premiere
Der Film hatte 2013 beim Filmfest München Premiere, deutscher Kinostart war am 27. März 2014.

## Preise und Auszeichnungen
- Förderpreis Neues Deutsches Kino 2013 in allen vier Kategorien (Regie, Produktion, Drehbuch, Schauspiel)
- Max Ophüls Preis 2014[4]
- Nominierung Bester Spielfilm Deutscher Filmpreis 2014
- „Silver Cherry“ für den „Best First And Second Feature“ auf dem Avvantura Filmfest Zadar Croatia 2014

## DVD-Veröffentlichung
Die DVD von Love Steaks erschien am 24. Oktober 2014 auf dem Label Darling Berlin (UCM.ONE).